# ビスタプリント
Vistaprint（ビスタプリント）は、小企業および個人消費者向けに印刷製品、プロモーション製品、そしてマーケティングサービスを提供する大規模オンラインサプライヤーである。世界120カ国以上、22カ国語に対応させたウェブサイトを駆使して、オンラインでの印刷製品やウェブマーケティングサービスのカスタマイズを支援するサービスを提供している。Vistaprintは、2010年8月にオーストラリアに製品工場拠点（Deer Park VIC）とマーケティング事業オフィス（Sydney NSW）を創設しアジア太平洋地域における事業拠点を置き、アジア太平洋の事業規模は、北米事業部とヨーロッパ事業部に次ぐものとなる。Vistaprintシドニーオフィスを拠点にするマーケティング事業は、オーストラリア、ニュージーランド、日本に焦点をあてた活動に従事する。日本においては、2014年にビスタプリントジャパン株式会社を、写真プリント大手の株式会社プラザクリエイトと合弁で設立。その後2022年8月31日に日本国内のサービスを終了した。

## 概略
第26回年間GAM101リスティング（印刷業者ランキング）において、収益部門で40位、北米で最も急速に成長を遂げた印刷業者の部門で4位にランクされた。また、第6位の規模を持つ上場印刷会社でもある（時価総額）。
2009年度の第4四半期の売上高は1億3520万ドルで、前年の同四半期に計上された1億1040万ドルから22パーセントの増収となった。通期の売上高は5億1580万ドルで、2008年度の4億70万ドルから29パーセントの増収。

## コンテンツ
1 ビジネス
2 沿革
3 日本での合弁会社

### 1 ビジネス
ビスタプリント（Vistaprint）はそのオフィスと印刷設備において約1700名の従業員をグローバルに雇用している。ビスタプリント（Vistaprint）は、2009年4月にオランダのフェンロで法人化を発表し、同時にフランス本社となるオフィスをパリに設立することを発表した。現在、社長兼最高経営責任者であるロバート・キーンが駐在するパリオフィスでは、企業戦略等の少数の業務に携わっている。
アメリカオフィスはマサチューセッツ州ボストン郊外のレキシントンに、ヨーロッパオフィスはスペインのバルセロナにあり、2010年の5月にはアジアパシフィック地域の足がかりとすべく、オーストラリアのシドニーにオフィスをかまえた。
北米の注文はカナダオンタリオ州ウィンザーのプラントで印刷される。ヨーロッパ地域の注文はオランダのフェンロで製造され、2ヶ所の印刷設備は生産スペースがトータルで28,000 m2におよぶ。なお、2010年5月にはアジアパシフィック地域への生産拠点として、オーストラリアのメルボルンに工場を開設し、同地域への製造、出荷を開始している。ビスタプリント（Vistaprint） はその特許技術を用いて極力オートメーション化をはかり、小ロットのカスタマイズ・オーダーを集約し、大ロットとして効率的に印刷している。この技術により、ビスタプリント（Vistaprint）は一日平均 57,000件ものオーダーを生産しているとされている。
カスタマーサービスの拠点はジャマイカのモンテゴベイに本部を置き、2003年11月の開業以来社員が常駐している。

### 2. 沿革[1]
- 1995年1月 - 事業プランの完成
- 1995年10月 - 注文カタログ第1号の完成、最初のカタログが完成、配布スタート
- 1996年3月 - 創設者ロバート・キーンのアパートを事務所にビスタプリントはスタート
- 1999年7月 - ドイツのウェブサイト(http://www.vistaprint.de/)を開設
- 1999年7月 - イギリスのウェブサイト(http://www.vistaprint.co.uk/)を開設
- 1999年7月 - フランスのウェブサイトを開設
- 2000年5月 - 無料お試し名刺の提供開始
- 2000年5月 - アメリカのウェブサイト(http://www.vistaprint.com/)を開設
- 2000年10月 - 引越しハガキ、クリスマスカード、ギフト用カード販売開始
- 2000年10月 - アメリカにて、創業時からの合計で利用者が50,000人を突破
- 2002年9月 - 大判ポストカード販売開始
- 2003年2月 - パンフレット販売開始
- 2003年3月 - オーストラリアのウェブサイト(www.vistaprint.com.au)を開設
- 2003年3月 - カナダのウェブサイト(www.vistaprint.ca)を開設
- 2003年5月 - 北米事業本部をマサチューセッツ州レキシントンに移転
- 2003年6月 - カスタマーサポート事業部オープン
- 2003年8月 - マグネット名刺販売開始
- 2004年1月 - オランダに欧州製造施設を開設
- 2005年9月 - NASDAQにVPRTとして公開
- 2006年3月 - スタンプ販売開始
- 2006年8月 - 卓上カレンダー販売開始
- 2006年9月 - スペイン・バルセロナに欧州事業本部を開設
- 2006年12月 - 付せんメモ販売開始
- 2007年1月 - ポケットスタンプ販売開始
- 2007年4月 - マサチューセッツ州レキシントンに北米事業本部を移転
- 2007年5月 - Tシャツ販売開始
- 2007年9月 - ボールペン販売開始
- 2007年10月 - 壁掛けカレンダー販売開始
- 2008年1月 - オランダに欧州コールセンターを開設
- 2008年1月 - 帽子販売開始
- 2008年2月 - 車用マグネット販売開始
- 2008年4月 - スイスに製造施設を開設
- 2008年4月 - ホームページ作成サービス開始
- 2009年7月 - オーストリアのウェブサイト(http://www.vistaprint.at/)を開設
- 2009年9月 - フォトブック販売開始
- 2010年5月 - シドニーにマーケティング事業オフィスを開設
- 2010年11月 - 香港に事業部を開設
- 2014年3月 - 日本にビスタプリントジャパン株式会社を設立
- 2022年8月 - 8月31日を持って、日本国内のサービスを終了した。

### 3 日本での合弁会社
ビスタプリント（Vistaprint）は、2014年、株式会社プラザクリエイトとの合弁会社、ビスタプリントジャパン株式会社を設立。2015年7月に、ビスタプリントジャパン日本工場を開設し、更なる品質向上を目指す。